# Пандо (Капуа)
Пандо (на италиански: Pandone il Rapace; † сл. 862/863) е четвъртият лангобардски гасталд (граф) и първият независим княз на Княжество Капуа от 861 до 862 г.

## Биография
Той е вторият син на Ландулф I Стари († 843/844). Брат е на Ландо I († 860/861, граф на Капуа 861 – 862), на Ланденолф († 859), и на епископ Ландулф II († 879, граф на Капуа 863 – 879).
През 861 г. Пандо сваля племенника си Ландо II. Той построява в Казерта военна крепост, която по-късно е включена в състава на кралския дворец и става център на новопостроения град.
Пандо умира в битка през 862 г. Наследен е от синът му Панденулф.

## Фамилия
Първи брак: с Арбиперга († пр. 856, погребана в Сикополис). Те имат три деца:
- Панденулф V († 882), два пъти на капуанския престол 862 – 863 и 879 – 882
- Ланденулф († сл. 882), от 879 г. епископ на Капуа
- Арниперга ди Капуа († сл. февруари 881), омъжена за принц Раделчис II от Беневенто († 907)

Втори брак: с дъщерята на Марин, перфект на Амалфи.